# Mariangela Gualtieri
Mariangela Gualtieri (Cesena, 26 febbraio 1951) è una poetessa e scrittrice italiana.

## Biografia
Laureata in architettura allo IUAV di Venezia, ha fondato, insieme a Cesare Ronconi, il Teatro Valdoca nel 1983.

## Poetica
Nelle sue opere, sia poetiche che teatrali, ha spesso accentuato l'aspetto della "inadeguatezza della parola".

## Riferimenti letterari
Nelle interviste rilasciate dalla poetessa sono citati spesso i poeti da lei amati: Dante, Clemente Rebora, Amelia Rosselli, Dylan Thomas.
Il teatro della Valdoca ha rappresentato poesie di Mario Luzi, Franco Loi, Franco Fortini, Maurizio Cucchi, Piero Bigongiari.

## Omaggi
In occasione della quarta serata del Festival di Sanremo 2022, Jovanotti ha recitato una poesia di Gualtieri intitolata Bello mondo".
Durante la Route Nazionale delle Comunità Capi AGESCI, a Verona, la veglia di venerdì 23 agosto 2024 è stata in gran parte basata su poesie di Mariangela Gualtieri che ha letto direttamente i suoi testi.

## Prosa
- L'incanto fonico. L'arte di dire la poesia (Einaudi, 2022)

## Poesia
- Antenata (Crocetti Editore, 1992)
- Fuoco centrale (Quaderni del battello ebbro, 1995)
- Fuoco centrale e altre poesie per il teatro (Einaudi, 2003)
- Senza polvere senza peso (Einaudi, 2006)
- Bestia di gioia (Einaudi, 2010)
- Le giovani parole (Einaudi, 2015)
- Quando non morivo (Einaudi, 2019)
- A braccia aperte (Carabba, 2022)
- Bello mondo  (Einaudi, 2024)
- Ruvido umano (Einaudi, 2024)

## Opere teatrali
- Nessuno ma tornano (1995)
- Sue dimore (Catalogo Palazzo delle Esposizioni, Roma, 1996)
- Nei leoni e nei lupi (Quaderni del battello ebbro, 1997)
- Parsifal (Teatro Valdoca, 2000)
- Chioma (Teatro Valdoca, 2001)
- Sermone ai cuccioli della mia specie (L'arboreto Edizioni, 2006)
- Paesaggio con fratello rotto - Trilogia (Luca Sossella Editore, 2007)
- Racconti delle grandezze (Il Vicolo, 2008)
- Caino (Einaudi, 2011)
- Sermone ai cuccioli della mia specie - nuova edizione libro + CD audio (Teatro Valdoca, 2012)
- Paesaggio con fratello rotto, Einaudi, Torino, Collezione di teatro, 2021, ISBN 9788806250652.

## Premi
- Premio Eugenio Scalfari, Città di Civitavecchia, Sezione poesia per L'incanto fonico (2023)
- Premio Drammaturgia in/finita a Mariangela Gualtieri per la trilogia Antenata (1994)
- Premio Nazionale di Poesia Tronto 13ª edizione a Mariangela Gualtieri per Parsifal (2000)
- Selezione Premio Camaiore 19ª edizione Mariangela Gualtieri per Senza polvere senza peso (2006)
- Selezione Premio Letterario G. Dessì 21ª edizione Mariangela Gualtieri (2006)
- Premio Nazionale Rhegium Julii - Premio "Lorenzo Calogero" per la poesia, per Senza polvere senza peso (2006)[7]
- Premio Malatesta Novello 2ª edizione a Mariangela Gualtieri (2008)
- Premio Elisabetta Turroni 5ª edizione a Mariangela Gualtieri e Cesare Ronconi (2009)
- Premio nazionale letterario Pisa 54ª edizione, sezione Poesia, a Mariangela Gualtieri per Bestia di gioia (2010)[8]
- Premio Selezione Ceppo 55ª edizione a Mariangela Gualtieri per Bestia di gioia (2011)
- Premio Letterario Metauro 18ª edizione a Mariangela Gualtieri per Bestia di gioia (2011)
- Premio Hystrio alla drammaturgia 13ª edizione a Mariangela Gualtieri (2011)
- Premio di Poesia Mauro Maconi 6ª edizione a Mariangela Gualtieri per Le giovani parole (2015)
- Premio Brancati per Le giovani parole (2016)[9]